# Never Shout Never (EP)
Never Shout Never —en español: Nunca grites nunca— es un EP de la banda estadounidense de indie rock Never Shout Never. Fue lanzado el 8 de diciembre de 2009 en su página web oficial, pero un día antes en iTunes. El EP contiene tres canciones nuevas, dos de ellas («What is love?» y «Jane Doe») después incluidas en su álbum debut What is love?, además de la versión en directo de «Big city dreams».

## Lista de canciones
| N.º | Título                         | Duración |  |
| 1.  | «Jane Doe»                     | 1:55     |  |
| 2.  | «What is love?»                | 2:34     |  |
| 3.  | «Big city dreams» (en directo) | 3:49     |  |
| 4.  | «She's got style»              | 3:08     |  |